# جزیره شیف

جزیره شیف جزیره‌ای است ماسه‌ای در شمال بندر بوشهر در منتهی‌الیه تالاب حله که از بهم پیوستن آب رودخانه شاپور و دالکی بوجودآمده و در ۱۲ کیلومتری شمال غربی شهرستان بوشهر و در ۶ کیلومتری شمال بندر بوشهر واقع می‌باشد.
روستای شیف واقع در این جزیره در تقسیمات کشوری از توابع دهستان انگالی بخش مرکزی در شهرستان بوشهر استان بوشهر ایران به‌شمار می‌آید.
این روستا بر اساس سرشماری سال ۱۳۹۰ جمعیت آن ۴۳۵۰ نفر (۸۰۰ خانوار) بوده‌است.
مردم این جزیره غالباً عرب زبان و اهل سنت هستند و لهجهٔ عربی خاص به خودشان را دارند. این جزیره از دو محله شرقی (حیاره) و غربی (عواسی) تشکیل شده‌است که به‌وسیلهٔ یک آبراه کوچک از هم جداشده‌اند و محله شرقی بزرگتر است. بیشتر مردم جزیره شغلشان صیادی است. آموزش در جزیره به دورهٔ متوسطه محدود است. این جزیره از سال ۱۳۸۸ با احداث جاده از جزیره صدرا؛ به خشکی راه دارد. بیشتر زمین جزیره کم ارتفاع و ماسه‌ای و معمولاً آب گرفته می‌باشد.

## پیشینه
درگذشته، این جزیره را شیخ سعد می‌خواندند، و این بدان خاطر بوده‌است که مزار شیخ سعد در آن قرار دارد. شیخ سعد بنا به قولی یک ایرانی جنگجو بوده که مدتی بر جزیره فرمانروایی می‌کرده‌است. تا سال ۱۳۲۷ خورشیدی، جزیره شیف زیر سلطه احمدخان انگالی قرار داشت و بزور سر نیزهٔ احمدخان نام آن از شیخ سعد به شیف تغییر یافت.
در سال ۱۳۲۷ مردم علیه احمدخان انگالی قیام کردند و با تمام اعضاء خانواده به بوشهر هجرت نمودند و مدت دو سال در محله‌های مختلف بوشهر سکونت گزیدند و پس ازسرنگونی احمدخان مجدداً به جزیره شیف و محل سابق خود مراجعت نمودند. اکنون در شیف از محل حکومت احمدخان، بیش از یک خرابه باقی نمانده‌است. شیف درگذشته بندر حمل ونقل کالاهای صادراتی و وارداتی از ایران به کشورهای خلیج فارس و برعکس بود و احمدخان از صاحبان کالا مالیات می‌گرفت، باین معنی که تمام کالاها از تهران و اصفهان و شیراز به وسیلهٔ چهارپایان به شیف آورده می‌شد و بعد به وسیلهٔ لنج به کشورهای خلیج فارس حمل می‌گردید. محل دیگر جزیره بندرگاه است که در جنوب جزیره واقع شده و اکنون مختصر آثاری از آن در جزیره دیده می‌شود.
تعداد سه مسجد مربوط است به اهل سنت و یک مسجد با نام امام جعفر صادق موجود است که در سال ۱۳۷۵ بنا شده در حیطه مدیریت اعتقادی شیعیان فعال است.